# Nguyên Bảo Bắc Kinh
Công ty đầu tư Điện ảnh Và Truyền hình Nguyên Bảo Bắc Kinh là một công ty điện ảnh và truyền hình tích hợp quay phim, sản xuất, phân phối, công ty môi giới v.v... Với giấy phép sản xuất phim truyền hình hạng nhất, công ty tư bản hóa, có tính sáng tạo cao và mối quan hệ kinh doanh rộng .

## Tiểu sử
Công ty đầu tư Điện ảnh Và Truyền hình Nguyên Bảo Bắc Kinh thành lập vào năm 1998  là một tổ chức trong ngành công nghiệp điện ảnh và công ty sản xuất đặt tại Bắc Kinh, Trung Quốc khoảng 18 nhân viên có HỢP ĐỒNG LÀM VIỆC TOÀN THỜI GIAN và ước tính doanh thu hàng năm là khoảng 4 triệu Đô La Mỹ  là một phần của Thế giới Hoàng Mỹ (Perfect World), là một công ty Trung Quốc sản xuất và phân phối điện ảnh và truyền hình. Công ty được mua lại bởi Thế giới hoàng mỹ Bắc Kinh Truyền thông Văn hóa vào ngày 26 tháng 7 năm 2010 với giá 16.220.000 Đô La Mỹ  là một công ty sản xuất phim truyền hình hàng đầu, công ty sản xuất các bộ phim truyền hình lãng mạn nổi tiếng ở Trung Quốc, cũng giành được một số giải thưởng. Đặc biệt đạo diễn Triệu Bảo Cương đã "lăng xê" một số lượng lớn các nghệ sĩ. Nguyên Bảo Bắc Kinh hoạt động trong các lĩnh vực khác nhau bao gồm quay phim, sản xuất, phân phối và nhà đại diện, và có chứng chỉ quốc gia hạng A cho sản xuất phim truyền hình, và có quyền lực sản xuất và xây dựng các mối quan hệ trong ngành công nghiệp điện ảnh và truyền hình .

## Danh sách diễn viên

### Nam
-Tôn Hồng Lôi
-Trương Đạc
-Nhậm Trọng
-Vương Dương
-Hạ Cương 
-Phó Già
-Đỗ Giang
-Nhan Khải
-Triệu Khang Vĩ

### Nữ
-Trần Tiểu Nghệ
-Vương Tử Văn 
-Tùy Tuấn Ba
-Chu Phóng
-Phó Tinh
-Phương An Na
-Ân Diệp Tử
-Tằng Vịnh Đề
-Vương Thiến Nhất
-An Duyệt Khê
-Lưu Hi Dương

## Phim

### Truyền hình
| Năm  | Tên                                   | Tên gốc                | Đạo diễn                                       | Ghi chú                                               |
| ---- | ------------------------------------- | ---------------------- | ---------------------------------------------- | ----------------------------------------------------- |
| 1997 | Chuyện phong hoa tuyết nguyệt         | 一场风花雪月的事       | Triệu Bảo Cương                                |                                                       |
| 1998 | Mùa Đông không tuyết                  | 无雪的冬天             | Triệu Bảo Cương                                |                                                       |
| 1999 | Mạch sinh nhân                        | 陌生人                 | Đặng Trác Hoa                                  | Phim Singapore                                        |
| 1999 | Nam nhân ly hôn                       | 男人离婚               | Giang Trừng                                    | Triệu Bảo Cương biên kịch                             |
| 1999 | Mãi không nhắm mắt                    | 永不瞑目               | Triệu Bảo Cương                                | Lục Nghị diễn chính                                   |
| 1999 | Thiếu niên anh hùng Phương Thế Ngọc   | 少年英雄方世玉         | Lý Huệ Châu, Ôn Vĩ Cơ và Đàm Hữu Nghiệp        |                                                       |
| 2000 | Như sương như mưa lại như gió         | 像雾像雨又像风         | Triệu Bảo Cương và Uông Tuấn                   | [ 10 ]                                                |
| 2000 | Mê Hiệp                               | 迷侠                   | Cúc Giác Lượng, Trịnh Kiện Vinh và Ngô Gia Đài | Lý Tiểu Lộ vai nữ chính                               |
| 2000 | Võ sĩ cờ tướng                        | 棋武士                 | Cúc Giác Lượng                                 | [ 12 ]                                                |
| 2001 | Đại náo Kim Các Tự                    | 机灵小不懂             | Mã Tinh Vũ và Cận Đức Mậu                      | Lý Băng Băng diễn xuất                                |
| 2001 | Hoàng Triều Thái Y                    | 皇朝太医               | Mã Tinh Vũ và Cận Đức Mậu                      | [ 13 ]                                                |
| 2002 | Điều gì cứu bạn, người yêu của tôi    | 拿什么拯救你，我的爱人 | Triệu Bảo Cương                                | Lưu Diệp diễn chính, Phó Tinh diễn vai phụ            |
| 2002 | Kim tàm ti vũ                         | 金蚕丝雨               | Uông Tuấn và Phương Phân                       |                                                       |
| 2002 | Đằng sau sự hào nhoáng                | 浮华背后               | Uông Tuấn                                      | Tôn Hồng Lôi tham gia diễn xuất                       |
| 2003 | Tạm biệt, Vancouver                   | 别了，温哥华           | Triệu Bảo Cương và Uông Tuấn                   | Uông Tuấn tham gia diễn một vai                       |
| 2004 | Thương hải bách niên                  | 沧海百年               | Trần Gia Lâm                                   | [ 16 ]                                                |
| 2005 | Gió thổi mây trôi                     | 风吹云动星不动         | Lưu Tâm Cương                                  | [ 17 ]                                                |
| 2006 | Băng Video                            | 录像带                 | Triệu Bảo Cương                                | Phó Tinh tham gia diễn xuất                           |
| 2007 | Phấn đấu                              | 奋斗                   | Triệu Bảo Cương và Vương Nghênh                | [ 19 ] [ 20 ]                                         |
| 2007 | Bạch thủ Phong Vân                    | 白手风云               | Cúc Giác Lượng và Bồ Đằng Tấn                  | [ 21 ]                                                |
| 2008 | Phượng xuyên mẫu đan                  | 凤穿牡丹               | Tằng Lệ Trân                                   |                                                       |
| 2008 | Màn đêm ở Cáp Nhĩ Tân                 | 夜幕下的哈尔滨         | Triệu Bảo Cương và Vương Nghênh                | [ 22 ]                                                |
| 2008 | Cuộc chiến của Mã Văn                 | 马文的战争             | Dư Thuần                                       | [ 23 ]                                                |
| 2008 | Làm ơn nghe điện thoại                | 落地，请开手机         | Lý Tuấn                                        | Tôn Hồng Lôi và Phó Tinh diễn chính                   |
| 2009 | Thanh xuân của tôi ai làm chủ         | 我的青春谁做主         | Triệu Bảo Cương (Part-time) Vương Nghênh       | [ 24 ]                                                |
| 2010 | Cuộc chiến bảo vệ hôn nhân            | 婚姻保卫战             | Triệu Bảo Cương (Part-time)                    | [ 25 ]                                                |
| 2011 | Nhà vuông N lần                       | 家，N次方              | Vương Nghênh                                   | Triệu Bảo Cương, Vương Tử Văn, Tống Đan Đan tham diễn |
| 2011 | Nam nhân bang                         | 男人帮                 | Triệu Bảo Cương và Vương Lôi                   | Vuơng Tử Văn, Tôn Hồng Lôi tham diễn                  |
| 2011 | Điều gì cứu lấy bạn, tình yêu của tôi | 拿什么拯救你，我的爱人 | Kiều Lương                                     | Remake                                                |
| 2011 | Thời đại khỏa hôn                     | 裸婚时代               | Đằng Hoa Đào                                   | [ 30 ]                                                |
| 2012 | Thanh niên Bắc Kinh                   | 北京青年               | Triệu Bảo Cương và Vương Nghênh                | [ 31 ]                                                |
| 2012 | Thanh từ                              | 青瓷                   | Lý Tuấn                                        | [ 32 ]                                                |
| 2013 | Tân luyến ái thời đại                 | 新恋爱时代             | Trương Hiểu Quang                              |                                                       |
| 2013 | Hôn sự gia đình lão Mễ                | 老米家的婚事           | Triệu Thần Dương                               |                                                       |
| 2013 | Tuổi già                              | 老有所依               | Triệu Bảo Cương và Lữ Hạo Cát Cát              |                                                       |
| 2014 | Bác sĩ thanh niên                     | 青年医生               | Triệu Bảo Cương và Vương Nghênh                | Vương Tử Văn đóng vai khách mời                       |
| 2014 | Thời hoàng kim của hòa bình           | 和平的全盛时代         | Đinh Tiểu Hùng                                 |                                                       |
| 2017 | Thâm hải lợi kiếm                     | 深海利剑               | Triệu Bảo Cương                                |                                                       |
| 2018 | Blade Attacking                       | 利刃出击               | Lưu Mãnh                                       |                                                       |
| 2019 | Thanh xuận đấu                        | 青春斗                 | Triệu Bảo Cương                                |                                                       |

- Bao gồm phát hành

### Điện ảnh
- 2009 Đại nghiệp kiến quốc
- 2011 Kiến Đảng Vĩ Nghiệp
- 2014 Một bước đi [33]
- 2015 Kẻ xấu luôn phải chết
- 2016 Thử thách cực hạn: Kho báu hoàng gia

## Giải thưởng
| Năm  | Giải | Hạng mục                                               | Người nhận giải                                                | Phim / Tổ sản xuất                      | Ghi chú           |
| ---- | --- | ------------------------------------------------------ | -------------------------------------------------------------- | --------------------------------------- | ----------------- |
| 2000 | Giải Kim Ưng | Nam diễn viên nổi tiếng nhất                           | Lục Nghị                                                       | Mãi không nhắm mắt (永不瞑目)           | [ 34 ]            |
| 2000 | Giải Kim Ưng | Nam diễn viên xuất sắc nhất                            | Lục Nghị                                                       | Mãi không nhắm mắt (永不瞑目)           | [ 34 ]            |
| 2000 | Giải Kim Ưng | Nữ diễn viên xuất sắc nhất                             | Tô Cẩn                                                         | Mãi không nhắm mắt (永不瞑目)           | [ 34 ]            |
| 2000 | Giải Kim Ưng | Nữ diễn viên phụ xuất sắc nhất                         | Viên Lập                                                       | Mãi không nhắm mắt (永不瞑目)           | [ 34 ]            |
| 2000 | Giải Kim Ưng | Phim truyền hình dài tập xuất sắc nhất                 |                                                                | Mãi không nhắm mắt (永不瞑目)           | [ 34 ]            |
| 2004 | Nghệ thuật Truyền hình Trung Quốc Song Thập Giai lần thứ 4                                                            | Top 10 diễn viên                                       | Khương Võ                                                      | Tạm biệt, Vancouver (别了，温哥华)      | [ 35 ]            |
| 2005 | Giải Xuân Yên Phim điện ảnh và Truyền hình Bắc Kinh lần thứ 14                                                        | Nam diễn viên xuất sắc nhất                            | Trần Khôn                                                      | Tạm biệt, Vancouver (别了，温哥华)      |                   |
| 2008 | TVS Lễ hội miền Nam 2008"                                                                                             | Nữ diễn viên xuất sắc nhất của năm                     | Lý Tiểu Nhiễm                                                  | Phượng xuyên mẫu đan (凤穿牡丹)         |                   |
| 2008 | TVS Lễ hội miền Nam 2008"                                                                                             | Đạo diễn xuất sắc nhất của năm                         | Tằng Lệ Trân                                                   | Phượng xuyên mẫu đan (凤穿牡丹)         |                   |
| 2008 | Bộ phim được xem nhiều nhất năm 2008, tựa đề phim truyền hình cùng loại năm 2008                                      |                                                        |                                                                | Phượng xuyên mẫu đan (凤穿牡丹)         |                   |
| 2008 | BQ | Danh sách phim của năm                                 |                                                                | Màn đêm ở Cáp Nhĩ Tân (夜幕下的哈尔滨)  |                   |
| 2008 | BQ | Nam diễn viên nổi tiếng nhất của năm                   | Lục Nghị                                                       | Màn đêm ở Cáp Nhĩ Tân (夜幕下的哈尔滨)  |                   |
| 2008 | Đánh giá của tạp chí Tuần Mới                                                                                         | Nhân vật Truyền hình có ảnh hưởng nhất 2008            | Tống Đan Đan                                                   |                                         |                   |
| 2008 | Quốc Kịch Thịnh Điển                                                                                                  | Người có ảnh hưởng nhất trong 30 năm                   | Tống Đan Đan                                                   |                                         |                   |
| 2009 | Truyền hình Bắc Kinh                                                                                                  | Bộ phim truyền hình về chủ đề đô thị xuất sắc nhất     |                                                                | Cuộc chiến của Mã Văn (马文的战争)      |                   |
| 2009 | Loạt phim truyền hình có ảnh hưởng nhất của truyền hình Trung Quốc                                                    |                                                        |                                                                | Cuộc chiến của Mã Văn (马文的战争)      |                   |
| 2009 | Liên hoan phim Điện ảnh và Truyền hình Bắc Kinh                                                                       | Nữ diễn viên truyền hình xuất sắc nhất"                | Tống Đan Đan                                                   |                                         |                   |
| 2009 | Liên hoan truyền hình Thượng Hải lần thứ 15                                                                           | Nữ diễn viên xuất sắc nhất                             | Tống Đan Đan                                                   |                                         |                   |
| 2009 | “Five-one Project” tỉnh Quảng Đông                                                                                    |                                                        |                                                                | Cuộc chiến của Mã Văn (马文的战争)      |                   |
| 2009 | Đảng Cộng sản Trung Quốc trung ương ban tuyên truyền thành phố Bắc Kinh                                               | Phim truyền hình xuất sắc nhất                         |                                                                | Phấn đấu (Phim truyền hình) (奋斗)      | [ 36 ]            |
| 2009 | Cục phát thanh và truyền hình thành phố Bắc Kinh                                                                      | Phim truyền hình xuất sắc nhất                         |                                                                | Làm ơn nghe điện thoại (落地，请开手机) | [ 36 ]            |
| 2009 | Cục phát thanh và truyền hình thành phố Bắc Kinh                                                                      | Phim truyền hình xuất sắc nhất                         | Màn đêm Cấp Nhĩ Tân 夜幕下的哈尔滨                             |                                         | [ 36 ]            |
| 2009 | Đảng Cộng sản Trung Quốc trung ương ban tuyên truyền thành phố Bắc Kinh                                               | Tổ hợp làm phim xuất sắc nhất                          | Đinh Tâm và Triệu Bảo Cương                                    |                                         | [ 36 ]            |
| 2009 | Cục phát thanh và truyền hình thành phố Bắc Kinh                                                                      | Tổ hợp làm phim xuất sắc nhất                          | Đinh Tâm và Triệu Bảo Cương                                    |                                         | [ 36 ]            |
| 2010 | Liên hoan phim truyền hình quốc tế Nhật Bản Tokyo                                                                     | Giải đặc biệt                                          |                                                                | Cuộc chiến của Mã Văn (马文的战争)      |                   |
| 2010 | Giải Kim Ưng lần thứ 25                                                                                               | Phim truyền hình xuất sắc nhất                         |                                                                | Cuộc chiến của Mã Văn (马文的战争)      |                   |
|      | Top 10 sản xuất phim truyền hình quốc gia lần thứ 8                                                                   | Top 10 phim truyền hình                                |                                                                | Cuộc chiến của Mã Văn (马文的战争)      |                   |
| 2011 | Giải Hoa Đỉnh lần thứ 6                                                                                               | Top 10 phim truyền hình                                |                                                                | Nhà vuông N lần (家，N次方)             |                   |
| 2011 | Giải Hoa Đỉnh lần thứ 6                                                                                               | Top 10 phim truyền hình                                | Thời đại khỏa hôn (裸婚时代)                                   |                                         |                   |
| 2011 | Quốc kịch thịnh điển                                                                                                  | Top 10 phim truyền hình                                |                                                                |                                         |                   |
| 2011 | | Top 10 phim truyền hình                                |                                                                |                                         |                   |
| 2011 | Nữ diễn viên phụ xuất sắc nhất năm                                                                                    |                                                        |                                                                |                                         |                   |
| 2011 | Diễn viên của năm | Văn Chương                                             |                                                                |                                         |                   |
| 2011 | Youku | Top 10 phim truyền hình                                |                                                                | Thời đại khỏa hôn (裸婚时代)            |                   |
| 2011 | Youku | Diễn viên xuất sắc nhất                                | Văn Chương                                                     |                                         |                   |
| 2011 | Tin tức Bắc Kinh, lễ hội 50 người đẹp nhất Trung Quốc, diễn viên có giá trị nhất trong năm, "Vẻ đẹp của sự nổi tiếng" |                                                        |                                                                |                                         |                   |
| 2011 | BQ | Phim truyền hình và hãng sản xuất của năm              |                                                                | Nam nhân bang (男人帮)                  |                   |
| 2011 | BQ | Nữ diễn viên tiềm năng của năm                         | Trương Lệ                                                      |                                         |                   |
| 2011 | BQ | Danh sách diễn viên của năm                            | Tôn Hồng Lôi                                                   |                                         |                   |
| 2011 | BQ | Thời trang của năm                                     | Tùy Tuấn Ba                                                    |                                         |                   |
| 2011 | Giải Hoa Đỉnh |                                                        |                                                                |                                         |                   |
| 2011 | Ngành công nghiệp sản xuất truyền hình quốc gia                                                                       | Đạo diễn mới xuất sắc nhất                             |                                                                | Tuổi trẻ của tôi                        | [ 37 ]            |
| 2011 | Oriental TV | Nam diễn viên giá trị nhất                             |                                                                | Phi thành vật nhiễu 2                   | [ 38 ]            |
| 2011 | Oriental TV | Đạo diễn giá trị nhất                                  |                                                                | Cuộc chiến bảo vệ hôn nhân (婚姻保卫战) | [ 38 ]            |
| 2012 | Kim Ưng lần thứ 26 | Nam diễn viên truyền hình của năm                      | Văn Chương                                                     |                                         |                   |
| 2012 | Liên hoan nghệ thuật truyền hình Kim Ưng lần thứ 6                                                                    | Nam diễn viên nổi tiếng nhất                           | Văn Chương                                                     |                                         |                   |
| 2012 | Liên hoan phim truyền hình Thượng Hải lần thứ 18                                                                      | Nam diễn viên xuất sắc nhất                            | Văn Chương                                                     |                                         | Đề cử             |
| 2012 | Liên hoan phim truyền hình Thượng Hải lần thứ 18                                                                      | Phim truyền hình xuất sắc nhất                         |                                                                | Thời đại khỏa hôn (裸婚时代)            | Đề cử             |
| 2012 | Liên hoan phim truyền hình và điện ảnh LeTV                                                                           | Bộ phim truyền hình có ảnh hưởng nhất trong năm        |                                                                | Thanh niên Bắc Kinh (北京青年)          |                   |
| 2012 | Liên hoan phim truyền hình và điện ảnh LeTV                                                                           | Nghệ sĩ có ảnh hưởng nhất trong năm                    | Mã Tô                                                          |                                         |                   |
| 2012 | Liên hoan phim truyền hình và điện ảnh LeTV                                                                           | Diễn viên tiến bộ nhất                                 | Trương Lệ, Hạ Cương, Tăng Vịnh Thể                             |                                         |                   |
| 2012 | Hoa Đỉnh | Đạo diễn xuất sắc nhất                                 | Triệu Bảo Cương                                                |                                         |                   |
| 2012 | Hoa Đỉnh | Thần tượng Trung Quốc xuất sắc nhất                    | Lý Thần, Mã Tô                                                 |                                         |                   |
| 2012 | BQ | Phim truyền hình của năm                               |                                                                | Thanh niên Bắc Kinh (北京青年)          |                   |
| 2012 | BQ | Thần tượng phim truyền hình của năm                    | Mã Tô, Đỗ Thuần                                                |                                         |                   |
| 2012 | BQ | Ngôi sao phim truyền hình tỏa sảng của năm             | Nhâm Trọng, Trương Lệ                                          |                                         |                   |
| 2012 | Quốc Kịch Thịnh Điển                                                                                                  | Top 10 phim truyền hình của năm                        |                                                                | Thanh niên Bắc Kinh (北京青年)          | Hạng 9            |
| 2012 | Quốc Kịch Thịnh Điển                                                                                                  | Nam nữ diễn viên nổi tiếng nhất (Đại lục)              | Đỗ Thuần, Diêu Địch                                            |                                         |                   |
| 2013 | Bạch Ngọc Lan | Đạo diễn xuất sắc nhất                                 | Triệu Bảo Cương                                                |                                         | Đề cử             |
| 2013 | Liên hoan phim truyền hình Tứ Xuyên                                                                                   | Đạo diễn phim truyền hình dài tập xuất sắc nhất        | Triệu Bảo Cương                                                |                                         | Đề cử             |
| 2013 | Đêm Iqiyi 2013 | Hình ảnh năng lượng tích cực                           |                                                                | Thanh niên Bắc Kinh (北京青年)          |                   |
| 2013 | Đêm phim truyền hình Bắc Kinh TV                                                                                      | Phim truyền hình được yêu thích nhất năm 2012          |                                                                | Thanh niên Bắc Kinh (北京青年)          |                   |
| 2013 | Đêm phim truyền hình Bắc Kinh TV                                                                                      | Diễn viên tiềm năng nhất do khán giả bình chọn         | Lý Thần, Mã Tô, Nhậm Trọng, Vương Lệ Khôn, Đỗ Thuần, Diêu Địch |                                         |                   |
| 2013 | Phi thiên | Phim truyền hình xuất sắc nhất                         |                                                                | Thanh niên Bắc Kinh (北京青年)          |                   |
| 2013 | Phi thiên | Đạo diễn xuất sắc nhất                                 | Triệu Bảo Cương                                                |                                         |                   |
| 2013 | Phi thiên | Nữ diễn viên xuất sắc nhất                             | Mã Tô                                                          |                                         |                   |
| 2014 | Asia Rainbow TV Awards                                                                                                | Phim truyền hình thời trang nhất                       |                                                                |                                         |                   |
| 2014 | Asia Rainbow TV Awards                                                                                                | Đạo diễn xuất sắc nhất                                 | Triệu Bảo Cương                                                |                                         |                   |
| 2014 | Asia Rainbow TV Awards                                                                                                | Nam diễn viên xuất sắc nhất                            | Lý Thần                                                        |                                         |                   |
| 2014 | Top 10 nhà sản xuất phim truyền hình Trung Quốc                                                                       | Phim truyền hình xuất sắc nhất                         |                                                                | Thanh niên Bắc Kinh (北京青年)          |                   |
| 2015 | Giải Phi thiên lần thứ 30                                                                                             |                                                        |                                                                | Bác sĩ thanh niên (青年医生)            | Danh sách rút gọn |
| 2016 | Lễ trao giải Hoa Đỉnh lần thứ 19                                                                                      | Ngôi sao Truyền hình được khán giả toàn quốc yêu thích | Vương Tử Văn                                                   | Hoan Lạc Tụng                           | [ 39 ]            |
| 2018 | Giải Phi thiên lần thứ 31                                                                                             | Phim truyền hình hiện đại nổi bật                      |                                                                | Thâm hải lợi kiếm                       |                   |